# ليونارد ألين الكسندر
ليونارد ألين الكسندر (بالإنجليزية: Leonard Allen Alexander)‏ هو سياسي نيوزلندي، ولد في 1904، وتوفي في 1968.